# Утеја
Утеја (норв. Utøya) је мало континентално острво на језеру Тјурифјорден око 38 километара северозападно од главног града Норвешке Осла. Захвата површину од 10 хектара и у приватном је поседу, а власник је Радничка партија Норвешке. Острво је обрасло густом шумом и има камп. Утеја је постала светски позната након напада хришћанског фундаменталисте Андерса Беринга Брејвика 22. јула 2011. године у којем је живот изгубило 68 особа.

## Галерија
- Мапа језера
- Утеја - залазак сунца
- Место напада